# Café trifásico
Un café trifásico (en catalán, cafè trifàsic) es una bebida preparada típica de Barcelona y Valencia, en España, básicamente un carajillo con leche, o, dicho de otra manera, un cortado con licor. A veces se sirve con la leche condensada, y el licor suele ser ron, coñac, brandy, whisky, anís, crema irlandesa, crema de café, o el que desee el cliente. En ocasiones se decora con un poco de canela molida.
Es una variante más compleja del clásico carajillo, que es café con licor. Además, el carajillo se sirve en proporción 8:2 (80% espresso, 20% licor), mientras que el trifásico la proporción es 5:4:1 (50% café, 40% leche, 10% licor). En el Concurso Nacional de Baristas celebrado en Zaragoza en 2011, el barista Etham Chalezquer ganó con un trifásico elaborado con confitura de pimiento piquillo, café y crema de leche.